# 徐忠 (永康侯)
徐忠（1362年—1413年），河南行省廬州路合肥縣（安徽省合肥市）人，明朝軍事將領、永康侯。

## 生平
其早年繼承父親爵為河南衛副千戶，屢次跟從大軍北征，晋升為濟陽衛指揮僉事。洪武末年，鎮守開平。燕王朱棣起兵后，攻破居庸關、懷來，徐忠於是歸順朱棣。之後跟從進攻灤河。當時李景隆攻北平時，燕軍從大寧返回。到會州時，設置五軍：張玉率領中軍，朱能統領左軍，李彬統領右軍，房寬統領後軍，而因徐忠勇敢，命使率領前軍。徐忠率眾在白河之役攻破陳暉、在鄭村壩擊敗李景隆。白溝河之戰時，其一指中箭，未有空拔去箭頭，而急抽刀切斷手指，并率眾猛攻殊死拼搏。朱棣看到后對左右說：“他真是壯士啊！”之後徐忠率領大軍進攻濟南，攻破滄州，並在東昌、夾河大戰中央軍。之後攻破彰德、西水寨、東阿、東平、汶上、靈璧，與大軍一同進入南京，累至都督僉事。之後封永康侯，俸祿為一千一百石，予世代鐵券。
徐忠每次作戰均率先進攻，并治軍嚴格，部隊所抵各地均勿擾民鄉，并善於招降部隊。此外，其以侍奉繼母孝道而著名。每次晚上回家后，必首先拜家廟后再進入。此外其為人儉約恭謹，未曾有過失。明成祖即位后北巡，因其忠臣老成，命留守輔助太子監國。永樂十一年，去世。贈蔡國公，謚忠烈。其爵位傳至孫徐錫登，崇禎末年死於民亂。